# Список лауреаток Нобелівської премії

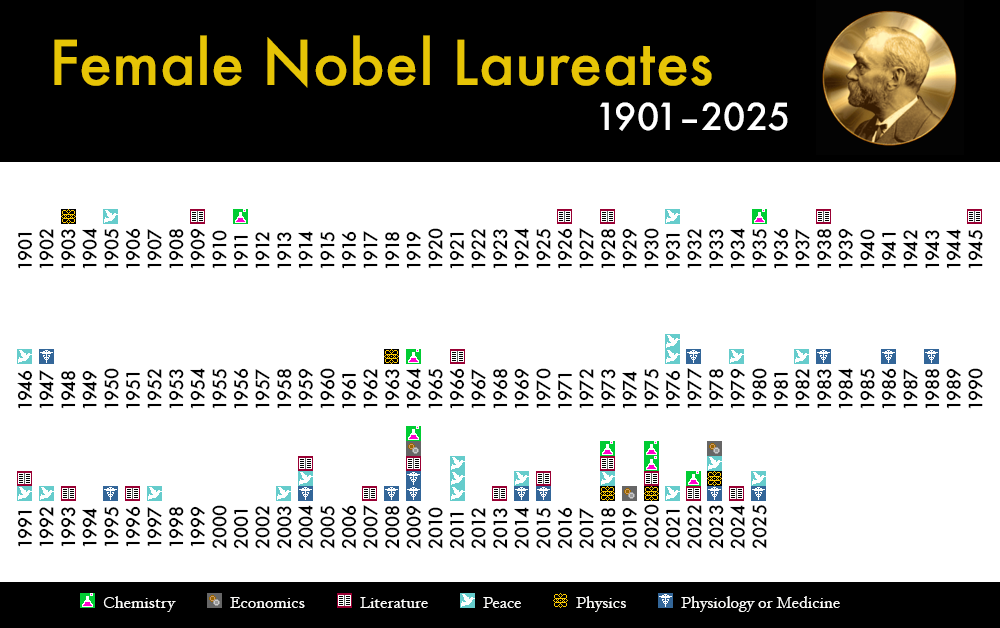
Хронологія нобелівських лауреаток з 1901 до 2021.

За всю історію існування Нобелівської премії (від 1900 року) її отримали 975 осіб та організацій: 890 чоловіків, 57 жінок та 28 організацій. Жінки складають близько 6% нагороджених премією осіб порівняно з чоловіками.
Нижче наведено повний перелік лауреаток Нобелівської премії, галузей їхньої діяльності та обґрунтувань вручення.

## Статистика
За усю історію існування Нобелівської премії лише 63 рази її присуджували жінкам, її лауреатками стали 63 жінки.
Марія Склодовська-Кюрі, перша жінка, якій було присуджено Нобелівську премію, також отримала її двічі: 1903 року у галузі фізики та 1911 року у галузі хімії. Крім того, після здобуття Ірен Жоліо-Кюрі Нобелівської премії у галузі хімії 1935 року, вони разом з матір'ю стали єдиною парою жінок-родичок, що отримували Нобелівські премії.
Жінки отримували Нобелівські премії у всіх шести її категоріях.
| Категорія                                                                        | Кількість лауреаток | Роки присудження                                                                                             |
| -------------------------------------------------------------------------------- | ------------------- | --- |
| Нобелівська премія миру                                                          | 19                  | 1905, 1931, 1946, 1976 (двоє), 1979, 1982, 1991, 1992, 1997, 2003, 2004, 2011 (троє), 2014, 2018, 2021, 2023 |
| Нобелівська премія з літератури                                                  | 18                  | 1909, 1926, 1928, 1938, 1945, 1966, 1991, 1993, 1996, 2004, 2007, 2009, 2013, 2015, 2018, 2020, 2022, 2024   |
| Нобелівська премія з фізіології або медицини                                     | 13                  | 1947, 1977, 1983, 1986, 1988, 1995, 2004, 2008, 2009 (двоє), 2014, 2015, 2023                                |
| Нобелівська премія з хімії                                                       | 8                   | 1911, 1935, 1964, 2009, 2018, 2020 (двоє), 2022                                                              |
| Нобелівська премія з фізики                                                      | 4                   | 1903, 1963, 2018, 2020                                                                                       |
| Премія Шведського центрального банку з економічних наук на честь Альфреда Нобеля | 3                   | 2009, 2019, 2023                                                                                             |

Наймолодшою лауреаткою є пакистанська феміністка Малала Юсафзай, яка здобула Нобелівську премію миру 2014 року у 17 років; найстаршою — британська письменниця та поетеса Доріс Лессінг (Нобелівська премія з літератури 2007), 88 років.
лауреатка премії миру 1991 року, політикиня М'янми Аун Сан Су Чжі, отримала премію, знаходячись під арештом.
Найбільша кількість нобелянток (5 лауреаток) з'явилася 2009 року. Також Нобелівські премії присуджували одразу кільком жінкам у 1976, 1991, 2004, 2011, 2014, 2015, 2018, 2020 та 2022 роках.

## Список лауреаток
Легенда
| Рік  | Портрет                                                                       | Ім'я                                                                                             | Країна             | Галузь                  | Обґрунтування | Пр.    |
| ---- | ----------------------------------------------------------------------------- | ------------------------------------------------------------------------------------------------ | ------------------ | ----------------------- | --- | ------ |
| 1903 |                                                                               | Марія Склодовська-Кюрі (¼) (1867—1934) (Спільно з П'єром Кюрі та Анрі Беккерелем)                | Франція            | Фізика                  | На знак визнання видатних заслуг, пов'язаних зі спільним дослідженням радіаційних явищ, відкритих Анрі БеккерелемОригінальний текст (англ.) In recognition of the extraordinary services they have rendered by their joint researches on the radiation phenomena discovered by Professor Henri Becquerel                                                                                      | [ 6 ]  |
| 1905 |                                                                               | Берта фон Зуттнер (1843—1914)                                                                    | Австро-Угорщина    | Миру                    | Авторка роману «Геть зброю!»; почесна президентка Міжнародного бюро миру, Берн, ШвейцаріяОригінальний текст (англ.) [Author of Lay Down Your Arms, Honorary President of Permanent International Peace Bureau, Berne, Switzerland] Помилка: [undefined] Помилка: {{Lang}}: немає тексту (допомога): текст вже має курсивний шрифт (допомога)                                                  | [ 8 ]  |
| 1909 |                                                                               | Сельма Лагерлеф (1858—1940)                                                                      | Швеція             | Література              | Як данина високому ідеалізму, яскравій уяві й духовному проникненню, що вирізняють усі її твориОригінальний текст (англ.) In appreciation of the lofty idealism, vivid imagination and spiritual perception that characterize her writings | [ 9 ]  |
| 1911 |                                                                               | Марія Склодовська-Кюрі (1867—1934)                                                               | Франція            | Хімія                   | За видатні заслуги у розвитку хімії: відкриття елементів радію і полонію, виділення радію і вивчення природи та сполук цього чудового елементуОригінальний текст (англ.) In recognition of her services to the advancement of chemistry by the discovery of the elements radium and polonium, by the isolation of radium and the study of the nature and compounds of this remarkable element | [ 10 ] |
| 1926 |                                                                               | Грація Деледда (↓) (1871—1936)                                                                   | Королівство Італія | Література              | За поетичні твори, в яких із пластичною ясністю описано життя її рідного острова, а також за глибину підходу до людських проблем загаломОригінальний текст (англ.) For her idealistically inspired writings which with plastic clarity picture the life on her native island and with depth and sympathy deal with human problems in general                                                  | [ 11 ] |
| 1928 |                                                                               | Сігрід Унсет (1882—1949)                                                                         | Норвегія           | Література              | Передусім за її видатний опис скандинавського життя СередньовіччяОригінальний текст (англ.) Principally for her powerful descriptions of Northern life during the Middle Ages | [ 12 ] |
| 1931 |                                                                               | Лаура Джейн Аддамс (½) (1860—1935) (Спільно з Ніколасом Батлером)                                | США                | Миру                    | Соціологиня; президент Міжнародної ліги жінок за мир та свободуОригінальний текст (англ.) International President, Women's International League for Peace and Freedom, Sociologist | [ 14 ] |
| 1935 |                                                                               | Ірен Жоліо-Кюрі (½) (1897—1956) (Спільно з Фредеріком Жоліо-Кюрі)                                | Франція            | Хімія                   | За виконаний синтез нових радіоактивних елементівОригінальний текст (англ.) In recognition of their synthesis of new radioactive elements | [ 15 ] |
| 1938 |                                                                               | Перл Бак (1892—1973)                                                                             | США                | Література              | За її багатий і по-справжньому епічний опис селянського життя в Китаї та за її біографічні шедевриОригінальний текст (англ.) For her rich and truly epic descriptions of peasant life in China and for her biographical masterpieces | [ 16 ] |
| 1945 |                                                                               | Габріела Містраль (1889—1957)                                                                    | Чилі               | Література              | За її ліричну поезію, наповнену потужними емоціями, що зробили її символом ідеалістичного прагнення всього латиноамериканського світуОригінальний текст (англ.) For her lyric poetry which, inspired by powerful emotions, has made her name a symbol of the idealistic aspirations of the entire Latin American world                                                                        | [ 17 ] |
| 1946 |                                                                               | Емілі Грін Болч (½) (1867—1961) (Спільно з Джоном Моттом)                                        | США                | Миру                    | Колишня професорка історії та соціології; президентка Міжнародної ліги жінок за мир та свободуОригінальний текст (англ.) Honorary International President, Women's International League for Peace and Freedom, Formerly Professor of History and Sociology | [ 19 ] |
| 1947 |                                                                               | Герті Тереза Корі (¼) (1896—1957) (Спільно з Карлом Фердинандом Корі та Бернардо Альберто Усаєй) | США                | Фізіологія або медицина | За відкриття каталітичного перетворення глікогенуОригінальний текст (англ.) For their discovery of the course of the catalytic conversion of glycogen | [ 20 ] |
| 1963 |                                                                               | Марія Гепперт-Маєр (¼) (1906—1972) (Спільно з Юджином Полом Вігнером і Гансом Єнченом)           | США                | Фізика                  | За відкриття, що стосуються оболонкової структури ядраОригінальний текст (англ.) For their discoveries concerning nuclear shell structure | [ 21 ] |
| 1964 |                                                                               | Дороті Кроуфут Годжкін (1910—1994)                                                               | Велика Британія    | Хімія                   | За визначення за допомогою рентгенівських променів структур біологічно активних речовинОригінальний текст (англ.) For her determinations by X-ray techniques of the structures of important biochemical substances | [ 22 ] |
| 1966 |                                                                               | Неллі Закс (½) (1891—1970) (Спільно з Шмуелем Йосефом Аґноном)                                   | Швеція             | Література              | За її видатні ліричні та драматичні твори, що досліджують долю єврейського народуОригінальний текст (англ.) For her outstanding lyrical and dramatic writing, which interprets Israel's destiny with touching strength | [ 23 ] |
| 1976 |                                                                               | Бетті Вільямс (½) (↓) (1943—2020) (Спільно з Мейрид Корріган)                                    | Велика Британія    | Миру                    | Засновниці Північно-ірландського руху за мир, перейменованого пізніше на Товариство мирних людейОригінальний текст (англ.) Founder of the Northern Ireland Peace Movement (later renamed Community of Peace People) | [ 26 ] |
| 1976 |                                                                               | Мейрид Корріган (½) (↓) (нар. 1944) (Спільно з Бетті Вільямс)                                    | Велика Британія    | Миру                    | Засновниці Північно-ірландського руху за мир, перейменованого пізніше на Товариство мирних людейОригінальний текст (англ.) Founder of the Northern Ireland Peace Movement (later renamed Community of Peace People) | [ 26 ] |
| 1977 |                                                                               | Розалін Сасмен Ялоу (½) (1921—2011) (Спільно з Ендрю Віктором Шаллі та Роже Гійменом)            | США                | Фізіологія або медицина | За розвиток радіоімунних методів визначення пептидних гормонівОригінальний текст (англ.) For the development of radioimmunoassays of peptide hormones | [ 27 ] |
| 1979 |                                                                               | Мати Тереза (1910—1997)                                                                          | Індія              | Миру                    | Лідерка Ордену милосердя, Колката, ІндіяОригінальний текст (англ.) Leader of Missionaries of Charity, Calcutta | [ 29 ] |
| 1982 |                                                                               | Альва Мюрдаль (½) (1902—1986) (Спільно з Альфонсо Гарсією Роблесом)                              | Швеція             | Миру                    | Письменниця, дипломатка, колишня прем'єркаОригінальний текст (англ.) Writer, Diplomat, former Cabinet Minister | [ 31 ] |
| 1983 |                                                                               | Барбара Мак-Клінток (1902—1992)                                                                  | США                | Фізіологія або медицина | За відкриття мобільних генетичних елементівОригінальний текст (англ.) For her discovery of mobile genetic elements | [ 32 ] |
| 1986 |                                                                               | Рита Леві-Монтальчині (½) (1909—2012) (Спільно з Стенлі Коеном)                                  | Італія США         | Фізіологія або медицина | За відкриття факторів ростуОригінальний текст (англ.) For their discoveries of growth factors | [ 33 ] |
| 1988 |                                                                               | Гертруда Белл Елайон (⅓) (1918—1999) (Спільно з Джеймсом Блеком і Джорджом Гітчінгсом)           | США                | Фізіологія або медицина | За відкриття важливих принципів медикаментозної терапіїОригінальний текст (англ.) For their discoveries of important principles for drug treatment | [ 34 ] |
| 1991 |                                                                               | Аун Сан Су Чжі (нар. 1945)                                                                       | М'янма             | Миру                    | За ненасильницьку боротьбу за демократію та права людиниОригінальний текст (англ.) For her non-violent struggle for democracy and human rights | [ 35 ] |
| 1991 |                                                                               | Надін Гордімер (1923—2014)                                                                       | Південна Африка    | Література              | Хто своїм прекрасним епосом принесла величезну користь людствуОригінальний текст (англ.) Who through her magnificent epic writing has - in the words of Alfred Nobel - been of very great benefit to humanity | [ 36 ] |
| 1992 |                                                                               | Рігоберта Менчу (нар. 1959)                                                                      | Гватемала          | Миру                    | На знак визнання роботи щодо соціальної справедливості та етнокультурного примирення, заснованого на повазі до прав корінних народівОригінальний текст (англ.) In recognition of her work for social justice and ethno-cultural reconciliation based on respect for the rights of indigenous peoples                                                                                          | [ 37 ] |
| 1993 |                                                                               | Тоні Моррісон (1931—2019)                                                                        | США                | Література              | Хто у своїх наповнених мріями і поезією романах зобразила важливий аспект американської реальностіОригінальний текст (англ.) Who in novels characterized by visionary force and poetic import, gives life to an essential aspect of American reality | [ 38 ] |
| 1995 |                                                                               | Крістіана Нюсляйн-Фольгард (⅓) (нар. 1942) (Спільно з Едвардом Льюїсом і Еріком Вішаусем)        | Німеччина          | Фізіологія або медицина | За відкриття, що стосуються генетичного контролю на ранніх стадіях ембріонального розвиткуОригінальний текст (англ.) For their discoveries concerning the genetic control of early embryonic development | [ 39 ] |
| 1996 |                                                                               | Віслава Шимборська (1923—2012)                                                                   | Польща             | Література              | За поезію, що з іронічною точністю зображує історичні та біологічні явища в контексті реальності людстваОригінальний текст (англ.) For poetry that with ironic precision allows the historical and biological context to come to light in fragments of human reality | [ 40 ] |
| 1997 |                                                                               | Джоді Вільямс (½) (нар. 1950) (Спільно з Міжнародним рухом за заборону протипіхотних мін)        | США                | Миру                    | За їх роботу щодо заборони та знешкодження протипіхотних мінОригінальний текст (англ.) For their work for the banning and clearing of anti-personnel mines | [ 41 ] |
| 2003 |                                                                               | Ширін Ебаді (нар. 1947)                                                                          | Іран               | Миру                    | За внесок у розвиток демократії і боротьбу за права людини, особливо жінок і дітейОригінальний текст (англ.) For her contribution to sustainable development, democracy and peace | [ 42 ] |
| 2004 |                                                                               | Вангарі Маатаї (1940—2011)                                                                       | Кенія              | Миру                    | За внесок у сталий розвиток, демократію та підтримання мируОригінальний текст (англ.) For her contribution to sustainable development, democracy and peace | [ 43 ] |
| 2004 |                                                                               | Лінда Бак (½) (нар. 1947) (Спільно з Річардом Екселем)                                           | США                | Фізіологія або медицина | За дослідження нюхових рецепторів і організації системи органів нюхуОригінальний текст (англ.) For their discoveries of odorant receptors and the organization of the olfactory system | [ 44 ] |
| 2004 |                                                                               | Ельфріде Єлінек (нар. 1946)                                                                      | Австрія            | Література              | За музичний потік голосів у романах і п'єсах, які з надзвичайним лінгвістичним запалом розкривають абсурдність соціальних кліше та їхньої поневолюючої силиОригінальний текст (англ.) For her musical flow of voices and counter-voices in novels and plays that with extraordinary linguistic zeal reveal the absurdity of society's clichés and their subjugating power                     | [ 45 ] |
| 2007 |                                                                               | Доріс Лессінг (1919—2013)                                                                        | Велика Британія    | Література              | Хто оповідає про досвід жінок, зі скептицизмом, пристрастю і пророчою силою розглядає розділену цивілізацію для вивченняОригінальний текст (англ.) That epicist of the female experience, who with scepticism, fire and visionary power has subjected a divided civilisation to scrutiny | [ 46 ] |
| 2008 |                                                                               | Франсуаза Барре-Сінуссі (¼) (нар. 1947) (Спільно з Люком Монтаньє та Гаральдом цур Гаузеном)     | Франція            | Фізіологія або медицина | За вивчення папіломавірусу, що викликає рак шийки маткиОригінальний текст (англ.) For his discovery of human papilloma viruses causing cervical cancer | [ 47 ] |
| 2009 |                                                                               | Ада Йонат (⅓) (нар. 1939) (Спільно з Томасом Стейцем і Венкатараманом Рамакрішнаном)             | Ізраїль            | Хімія                   | За дослідження структури та функції рибосомиОригінальний текст (англ.) For studies of the structure and function of the ribosome | [ 48 ] |
| 2009 |                                                                               | Елінор Остром (½) (1933—2012) (Спільно з Олівером Вільямсоном)                                   | США                | Економіка               | За роботу з аналізу економічного управлінняОригінальний текст (англ.) For her analysis of economic governance, especially the commons | [ 49 ] |
| 2009 |                                                                               | Елізабет Блекберн (⅓) (нар. 1948) (Спільно з Керол Грейдер і Джеком Шостаком)                    | США Австралія      | Фізіологія або медицина | За відкриття механізму захисту хромосом теломерами та ферментом теломеразоюОригінальний текст (англ.) For the discovery of how chromosomes are protected by telomeres and the enzyme telomerase | [ 50 ] |
| 2009 |                                                                               | Керол Грейдер (⅓) (нар. 1961) (Спільно з Елізабет Блекберн і Джеком Шостаком)                    | США                | Фізіологія або медицина | За відкриття механізму захисту хромосом теломерами та ферментом теломеразоюОригінальний текст (англ.) For the discovery of how chromosomes are protected by telomeres and the enzyme telomerase | [ 50 ] |
| 2009 |                                                                               | Герта Мюллер (нар. 1953)                                                                         | Німеччина          | Література              | Хто із зосередженістю в поезії і щирістю в прозі описує життя знедоленихОригінальний текст (англ.) Who, with the concentration of poetry and the frankness of prose, depicts the landscape of the dispossessed | [ 51 ] |
| 2011 |                                                                               | Елен Джонсон-Серліф (⅓) (нар. 1938) (Спільно з Леймою Гбові і Тавакуль Карман)                   | Ліберія            | Миру                    | За ненасильницьку боротьбу за права і безпеку жінок та участь у миротворчому процесіОригінальний текст (англ.) For their non-violent struggle for the safety of women and for women's rights to full participation in peace-building work | [ 52 ] |
| 2011 | Лейма Гбові (⅓) (нар. 1972) (Спільно з Елен Джонсон-Серліф і Тавакуль Карман) |                                                                                                  | Ліберія            | Миру                    | За ненасильницьку боротьбу за права і безпеку жінок та участь у миротворчому процесіОригінальний текст (англ.) For their non-violent struggle for the safety of women and for women's rights to full participation in peace-building work | [ 52 ] |
| 2011 |                                                                               | Тавакуль Карман (⅓) (нар. 1979) (Спільно з Леймою Гбові і Елен Джонсон-Серліф)                   | Ємен               | Миру                    | За ненасильницьку боротьбу за права і безпеку жінок та участь у миротворчому процесіОригінальний текст (англ.) For their non-violent struggle for the safety of women and for women's rights to full participation in peace-building work | [ 52 ] |
| 2013 |                                                                               | Еліс Манро (1931—2024)                                                                           | Канада             | Література              | Майстриня сучасного оповіданняОригінальний текст (англ.) Master of the contemporary short story | [ 53 ] |
| 2014 |                                                                               | Мей-Бритт Мозер (¼) (нар. 1963) (Спільно з Джоном О'Кіфом і Едвардом Мозером)                    | Норвегія           | Фізіологія або медицина | За відкриття клітин мозку, що відповідають за систему орієнтації людини у просторіОригінальний текст (англ.) For their discoveries of cells that constitute a positioning system in the brain | [ 54 ] |
| 2014 |                                                                               | Малала Юсафзай (½) (нар. 1997) (Спільно з Кайлашем Сат'ярті)                                     | Пакистан           | Миру                    | За боротьбу проти пригнічення дітей та молоді та право дітей на освітуОригінальний текст (англ.) For their struggle against the suppression of children and young people and for the right of all children to education | [ 55 ] |
| 2015 |                                                                               | Юю Ту (½) (нар. 1930) (Спільно з Вільямом Кемпбеллом та Сатоші Омурою)                           | КНР                | Фізіологія або медицина | За відкриття, що стосуються лікування маляріїОригінальний текст (англ.) For her discoveries concerning a novel therapy against Malaria | [ 56 ] |
| 2015 |                                                                               | Світлана Алексієвич (нар. 1948)                                                                  | Білорусь           | Література              | За її багатоголосу творчість — пам'ятник стражданню і відвазі у наш часОригінальний текст (англ.) For her polyphonic writings, a monument to suffering and courage in our time | [ 57 ] |
| 2018 |                                                                               | Донна Стрікленд (¼) (нар. 1959) (Спільно з Артуром Ешкіном та Жераром Муру)                      | Канада             | Фізика                  | За розробку методів генерації високоефективних, ультра коротких оптичних імпульсівОригінальний текст (англ.) For their method of generating high-intensity, ultra-short optical pulses | [ 58 ] |
| 2018 |                                                                               | Френсіс Арнольд (½) (нар. 1956) (Спільно з Джорджем Смітом та Грегорі Вінтером)                  | США                | Хімія                   | За дослідження еволюції ферментівОригінальний текст (англ.) For the directed evolution of enzymes | [ 59 ] |
| 2018 |                                                                               | Надія Мурад (½) (нар. 1993) (Спільно з Денісом Муквеге)                                          | Ірак               | Миру                    | За боротьбу проти використання сексуального насилля як зброї війни та збройних конфліктівОригінальний текст (англ.) For their efforts to end the use of sexual violence as a weapon of war and armed conflict | [ 60 ] |
| 2018 |                                                                               | Ольга Токарчук (↓) (нар. 1962)                                                                   | Польща             | Література              | За оповідальну уяву, яка з енциклопедичною пристрастю зображує перетин кордонів, як форму життяОригінальний текст (англ.) For a narrative imagination that with encyclopedic passion represents the crossing of boundaries as a form of life | [ 61 ] |
| 2019 |                                                                               | Естер Дюфло (⅓) (нар. 1972) (Спільно з Абхіджитом Банерджі та Майклом Кремером)                  | Франція США        | Економіка               | За експериментальний підхід до боротьби з бідністюОригінальний текст (англ.) For their experimental approach to alleviating global poverty | [ 62 ] |
| 2020 |                                                                               | Андреа Ґез (¼) (нар. 1965) (Спільно з Роджером Пенроузом та Райнгардом Ґенцелем)                 | США                | Фізика                  | За відкриття супермасивного компактного об'єкту в центрі нашої галактикиОригінальний текст (англ.) For the discovery of a supermassive compact object at the centre of our galaxy | [ 63 ] |
| 2020 |                                                                               | Емманюель Шарпантьє (½) (нар. 1968) (Спільно з Дженніфер Дудною)                                 | Франція            | Хімія                   | За розвиток методу редагування геномаОригінальний текст (англ.) For the development of a method for genome editing | [ 64 ] |
| 2020 |                                                                               | Дженніфер Даудна (½) (нар. 1964) (Спільно з Емманюель Шарпантьє)                                 | США                | Хімія                   | За розвиток методу редагування геномаОригінальний текст (англ.) For the development of a method for genome editing | [ 64 ] |
| 2020 |                                                                               | Луїза Ґлюк (1943—2023)                                                                           | США                | Література              | За безпомилковий поетичний голос, який суворою красою робить індивідуальне існування універсальнимОригінальний текст (англ.) For her unmistakable poetic voice that with austere beauty makes individual existence universal | [ 65 ] |
| 2021 |                                                                               | Марія Ресса (½) (нар. 1963) (Спільно з Дмитром Муратовим)                                        | Філіппіни          | Миру                    | За зусилля зі збереження свободи слова, що є передумовою демократії та довготривалого мируОригінальний текст (англ.) For their efforts to safeguard freedom of expression, which is a precondition for democracy and lasting peace | [ 66 ] |
| 2022 |                                                                               | Каролін Бертоцці (⅓) (нар. 1966) (Спільно з Мортеном Мелдалем та Баррі Шарплессом)               | США                | Хімія                   | За розвиток клік-хімії та біоортогональної хіміїОригінальний текст (англ.) For the development of click chemistry and bioorthogonal chemistry | [ 67 ] |
| 2022 |                                                                               | Анні Ерно (нар. 1940)                                                                            | Франція            | Література              | За сміливість і клінічну гостроту, з якими вона відкриває коріння, відчуження і колективні обмеження особистої пам'ятіОригінальний текст (англ.) For the courage and clinical acuity with which she uncovers the roots, estrangements and collective restraints of personal memory | [ 68 ] |
| 2023 |                                                                               | Каталін Каріко (½) (нар. 1955) (Спільно з Дрю Вайсманом)                                         | Угорщина США       | Фізіологія або медицина | За відкриття, які стосуються модифікацій нуклеозидних основ, що дозволило розробити ефективні мРНК-вакцини проти COVID-19Оригінальний текст (англ.) For their discoveries concerning nucleoside base modifications that enabled the development of effective mRNA vaccines against COVID-19                                                                                                   | [ 69 ] |
| 2023 |                                                                               | Наргес Мохаммаді (нар. 1972)                                                                     | Іран               | Миру                    | За боротьбу проти пригноблення жінок в Ірані та поширення прав людини і свободи для всіхОригінальний текст (англ.) For her fight against the oppression of women in Iran and her fight to promote human rights and freedom for all | [ 70 ] |
| 2023 |                                                                               | Клаудія Голдін (нар. 1946)                                                                       | США                | Економіка               | За поглиблення розуміння позицій жінок на ринку праціОригінальний текст (англ.) For having advanced our understanding of women’s labour market outcomes | [ 71 ] |
| 2023 |                                                                               | Хан Канг (нар. 1970)                                                                             | Південна Корея     | Література              | За інтенсивну поетичну прозу, яка протистоїть історичним травмам та зображує крихкість людського життяОригінальний текст (англ.) For her intense poetic prose that confronts historical traumas and exposes the fragility of human life | [ 72 ] |

## Розподіл за країнами
За історію існування Нобелівської премії її лауреатками ставали жінки з 28 країн світу. Невідповідність кількості лауреаток у таблиці нижче зумовлена кількома чинниками.
По-перше, троє з-поміж 63 лауреаток мали подвійне громадянство. Так, Рита Леві-Монтальчині, лауреатка премії з фізіології або медицини 1986 року, була одночасно громадянкою Італії та США; Елізабет Блекберн, лауреатка премії з фізіології або медицини 2009 року, мала одночасно американський та австралійський паспорти; лауреатка премії у галузі економіки 2019 року Естер Дюфло є громадянкою Франції та США; а лауреатка премії з фізіології або медицини 2023 року Каталін Каріко має громадянства Угорщини і США. Таким чином, усі три жінки внесені до таблиці двічі.
По-друге, попри те, що француженки здобували Нобелівську премію 6 разів, кількість лауреаток з Франції становить 5 осіб, оскільки Марія Склодовська-Кюрі здобула премію двічі.
| Країна          | Кількість лауреаток |
| --------------- | ------------------- |
| США             | 23                  |
| Франція         | 6                   |
| Велика Британія | 4                   |
| Швеція          | 3                   |
| Австрія         | 2                   |
| Іран            | 2                   |
| Італія          | 2                   |
| Канада          | 2                   |
| Ліберія         | 2                   |
| Німеччина       | 2                   |
| Норвегія        | 2                   |
| Польща          | 2                   |
| Австралія       | 1                   |
| Білорусь        | 1                   |
| Гватемала       | 1                   |
| Ємен            | 1                   |
| Ізраїль         | 1                   |
| Індія           | 1                   |
| Ірак            | 1                   |
| Кенія           | 1                   |
| КНР             | 1                   |
| М'янма          | 1                   |
| Пакистан        | 1                   |
| ПАР             | 1                   |
| Південна Корея  | 1                   |
| Угорщина        | 1                   |
| Філіппіни       | 1                   |
| Чилі            | 1                   |